# Адриан Агрест
Адриан Агрест (фр. Adrien Agreste; в русском дубляже — Эдриан Агрест) — главный герой мультсериала «Леди Баг и Супер-Кот» режиссёра Томаса Астрюка. Французский студент-подросток, который большую часть своей жизни обучался на домашнем обучении, а также является моделью для своего отца, Габриэля Агреста, известного модельера, с которым у Адриана далёкие отношения. После того, как он прошёл тест Мастера Фу, хранителя магических талисманов чудес, помогая ему подняться на ноги, Адриан был выбран в качестве будущего супергероя наравне с Леди Баг. В результате ему дают кольцо, известное как талисман чёрного кота, который даёт Адриану возможность превращаться в Супер-Кота (в оригинале — Кот Нуар, (фр. Chat Noir)), его супер-геройский псевдоним. Адриан не знает, что его напарница Леди-Баг, в которую он влюблён, это Маринетт, которая влюблена в Адриана Агреста и поэтому отвергает Супер Кота. Адриану помогает маленькое чёрное существо, похожее на кота по имени Плагг, который является волшебным существом, известным как квами. Супер-Кот появляется в большинстве эпизодах мультсериала, включая спецэпизоды, официальную мобильную игру и комиксы. Плагг любит сыр камамбер.
Адриан был задуман как персонаж, способный порадовать сердца зрителей и вдохновлять их. Поскольку способности Леди Баг символизируют удачу, Астрюк подумал наделить её напарника силой, противоположной удаче. В тот момент сценарист задумался о чёрном коте. Также прообразом Кота Нуара послужил персонаж комиксов Женщина-кошка. На английском языке Адриана озвучивал(как и его варианта) Брайс Папенбрук, на французском — Бенжамин Болен.
Адриан был в целом оценён критиками положительно, и писатели описывали его как великого, интересного и значимого персонажа. Его отношения с Маринетт Дюпен-Чен получили высокую оценку. И его как обычная жизнь, так и личность супер-героя получили положительные отзывы. Адриан послужил вдохновением для косплея. Были созданы товары, вдохновлённые им, такие как игрушечные фигурки (такими фигурками владеет и сам персонаж), аксессуары и одежда.

## Создание

### Концепция
Адриан Агрест был задуман как «современный» очаровательный принц, «со многими хорошими человеческими качествами» и «женской частью»; Томас Астрюк, создатель анимационного сериала Леди Баг и Супер-Кот, охарактеризовал эти характеристики как «идеальное комбо», добавив, что Адриан «действительно хороший персонаж». Он также охарактеризовал Адриана как «красивого, умного, смелого, но очень чувствительного», а также того, кого «все, естественно, полюбят.» Когда его спросили, как развивались Адриан и Маринетт Дюпен-Чен, Астрюк ответил, что хотел «представить солнечных персонажей, которые могут вдохновить людей всего мира в этом новом столетии.»
Астрюк заявил, что, поскольку божьи коровки связаны с удачей, он решил, что у партнёра Леди Баг будут силы, связанные с невезением, и в результате он подумал о чёрном коте. Создание Супер Кота также было данью Женщине-кошке. Астрюк прокомментировал, что изначально личность Супер-Кота принадлежала персонажу по имени Феликс, описывая его как «ранний любовный интерес к Маринетт», который имел бы отдалённое отношение к ней и был бы включён в типичного парня-хулигана. Он сказал, что, хотя разница между личностями Феликса и Супер-Кота сработала бы положительно, в долгосрочной перспективе это не обеспечило бы очень хорошие повествования. Из-за этого Феликс был заменён на Адриана. Идея, связанная с дуэтом чёрного кота и божьей коровки, также была вдохновлена одним из предыдущих романтических отношений Астрюка. Астрюк сказал, что управление ситуацией, созданной двумя личностями Супер-Кота вместе с Леди-Баг с точки зрения романтики, была очень весёлой. Он заявил, что супер-геройская пара похожи на одного Супер-Кота, формирующуюся с Леди-Баг и такое редко встречается в телесериалах. Также Астрюк добавил, что люди наслаждаются любовной игрой между двумя персонажами.
Форма Супер-Кота была создана дизайнером персонажей Энджи Наска в то время как шоу всё ещё находилось в стадии разработки;
Джереми Заг, продюсер мультсериала, заявил, что любовная ситуация, созданная между Адрианом с Маринетт, и их супер-геройскими альтер эго, а также их секретами, являются одними из главных частей сериала. Андре Лейк Майер, президент глобальных потребительских товаров ZAG America, сказал, что Супер-Кот — один из любимых детей «уважаемых героев»; он прокомментировал, что поклонники сами могут почувствовать себя Супер-Котом в официальной мобильной игре по мультсериалу. Николь Д’Андрия, который участвовал в написании комиксов по мультсериалу, описал Супер-Кота как фантастического персонажа, на который каждый может смотреть.

### Озвучка
Английский дубляж.
Брайс Папенбрук озвучивает Адриана в английском дубляже мультсериала. Папенбрук сказал, что «Леди Баг и Супер-Кот» — это «отличное шоу» с забавной анимацией и большим количеством каламбуров. Он чувствовал, что английский дубляж сериала содержит большинство каламбуров из всех версий серии. Папенбрук заявил, что ему нравится «делать эти глупые каламбуры.» Он прокомментировал, что «крадёт как можно больше кошачьих каламбуров в сериале», чувствуя, что «людям это нравится.» Папенбрук сказал, что любит «Леди-Баг и Супер-Кот», упомянув, что он знал, что «куча людей [ждали] этого шоу.» Он назвал второй сезон мультсериала «действительно хорошим.» Он заявил, что он был «очень взволнован», так как этот сериал в 2018 году выиграл Teen Choice Award. Папенбрук чувствовал, что сериал захватывающий и выглядит действительно крутым.
Исполнительный продюсер Джаред Вольфсон охарактеризовал Папенбрука как «отличного парня». «Брайс — очень счастливый, привлекательный и энергичный человек. Ему нравится быть как Адрианом, так и Котом Нуаром», — отмечает Джаред. Актриса Кристина Ви, озвучившая Маринетт, считала Папенбрука одним из талантливых людей, с которым приятно работать.
Французский дубляж.
На французском языке Адриан говорил голосом Бенжамина Болена. Томас назвал французский состав озвучивания сериала фантастическим.

## Появления

### В основных сериях
Адриан французский студент-подросток, живущий в Париже, из богатой семьи. Он сын Эмили и Габриэля Агреста. Его отец — известный модельер для которого Адриан выступает в качестве модели, что даёт ему популярность. Тем временем его мать неизвестным образом умерла (как выясняется позже — скорее, впала в кому). Несмотря на то, что Адриан прошёл большую часть своей жизни на домашнем обучении, однажды он решает начать обучение в школе. Направляясь к его входу, он замечает пожилого человека, нуждающегося в помощи, и предлагает ему помочь. В то время Адриан не знал, что тот старик был Мастером Фу, хранителем магических талисманов, и это был просто тест, чтобы узнать, кто заслуживает того, чтобы стать супер-героем. Из-за доброго жеста Адриана Мастер Фу решает дать ему волшебное кольцо. После того, когда Адриан обнаруживает у себя дома коробку, в которой находится кольцо, Адриан открывает её, и внезапно появляется существо, похожее на чёрную кошку по имени Плагг; он волшебное существо, известное как квами. Он объясняет, что при ношении кольца Адриан может превратиться в супер-героя с помощью способностей Плагга.
Адриан, не дослушав Плагга до конца, сразу трансформируется. Его наряд супер-героя происходит от внешности Плагга, представляющего собой чёрного кота. Вскоре после того, как он впервые трансформируется, он встречает своего нового партнёра Леди-Баг, в которую он быстро влюбляется. Во время их первой встречи Адриан представляет свой псевдоним Супер-Кот. Адриан не подозревает, что Леди-Баг это Маринетт, одна из его одноклассников, испытывающая глубокие чувства к нему. В то же время Адриан испытывает чувства только к Леди Баг, а Маринетт будучи Леди Баг, не ценит любовь Супер-Кота к себе. Супер-геройская цель Супер-Кота и Леди-Баг заключается в защите Парижа от человека, известного как Бражник, который может превращать людей в суперзлодеев. Бражник хочет получить талисманы Леди-Баг и Супер-Кота и на самом деле является отцом Адриана, но Леди-Баг и Супер-Кот об этом не знают, потому что он намеренно заразил себя акумой, чтобы отвести от себя подозрения. Когда Адриан превращается в Супер-Кота, он становится более раскованным и кокетливым по сравнению со своей сдержанной и скромной обычной личностью, и он делает много каламбуров на тему кошек. Трансформация даёт ему новые способности. Супер-Кот обладает способностью разрушать, называемое «Котаклизм». Его супер-геройское оружие это расширяемый шест(а у его варианта - точно такой же, только его оружие не только разделяется на два шеста, как и у оригинала, но и в нунчаки с острыми концами, близкому к кошачьими когтями).
У Адриана далёкие отношения с отцом, с ним он почти не видится или редко общается(в 5 сезоне уже начинает с ним общаться, пока отец не жертвует собой ради того чтобы спасти кого-то(его жизнь на волоске как и Натали, и загадал желание чтобы её спасти в обмен на свою), и после получении "вроде правды(вместо разоблачения - его окрестили как героя чтобы остановить Монарха)", он все таки признает его отцом). Даже если пытается спросить разрешение, то отец либо не дослушивает его, либо часто отвечает отказом. У него разные отношения с Плаггом, но они оба заботятся друг о друге. У Адриана в целом хорошие отношения со своими одноклассниками, особенно с Нино Лейф, его ближайшим другом. У Адриана также есть друг детства, Хлоя Буржуа, но он не одобряет её ужасное поведение.

### Другие появления
За пределами основной серии, Адриан присутствует в спецвыпуске Санта с когтями, где он проводит своё первое Рождество без своей матери. Также он присутствует в спин-оффах. Адриан предстал под своим супер-героем в нескольких эпизодах, в которых он обращался к зрителям напрямую. Он является играбельным персонажем в официальной мобильной игре «Леди Баг и Супер-Кот». Он также изображён в официальном журнале сериала. Адриан появляется в комиксах, основанных на шоу; он также присутствует в других типах книг, вдохновлённых сериалом. Также ходят слухи, что Адриан появится в 2D. Его изображали на живых сценических шоу в театрах. Адриан должен был появиться в боевике с живыми актёрами(это было замечено в конце 2010-х и в начале 2020-х годов), но впоследствии фильм был заменён на полнометражный анимационный фильм.

## Мнение критиков
Адриан получил в целом позитивный отклик со стороны критиков. Роберт Ллойд из Los Angeles Times описал Адриана как «невредимого богатенького мальчика, подрабатывающего моделью». По мнению редактора сайта ComicsAlliance Элли Коллинз, костюм Кота Нуара выглядит так, будто Адриан смотрится на фоне напарника Селины Кайл. Эмили Аутен из Nerd Much? высоко оценила актёрскую озвучку Брайса Папенбрука. Сцена длительной трансформации Кота Нуара доставляла Эмили удовольствие. По словам редактора французской газеты El Intransigente, Адриан на собственном примере демонстрирует, что на деньги счастье нельзя купить.

## Популярность и товары
Пол Марчиано сказал, что понимание зрителями отношений Адриана с Маринетт и их супер-геройских альтер эго делает этот сериал интригующим. Как у Адриана, так и у его личности Супер-Кота появились свои косплееры. Состоялись встречи и приветствия, содержащие Супер-Кота, в том числе в тематическом парке. Супер-Кот послужил источником вдохновения для раскрашивания лица. В музее Гревен была выставлена восковая статуя в натуральную величину, изображающая его.
Было изготовлено несколько товаров на основе гражданской и супер-геройской формы Адриана, например игрушечные фигурки. Созданы вдохновленные им игрушки, включая игрушки Киндер-сюрприз. Статуэтки с изображением Супер-Кота были запущены Burger King, и Funko. Были выпущены конфеты Pez Candy Dispenser, вдохновлённые им и маски. Были созданы предметы одежды и аксессуары, вдохновленные Эдрианом. Запущены предметы, изображающие Супер-Кота рядом с Леди Баг, такие как предметы, связанные со школой, и сопутствующие предметы. На основе Супер-Кота были созданы новые сладости. Также созданы другие продукты на его основе.